# Подгурский, Давид Александрович
Давид Александрович Подгурский (22 июля [3 августа] 1803, Подольская губерния — 7 [19] апреля 1880, Киев) — российский духовный писатель и переводчик, заслуженный профессор Киевской духовной академии.

## Биография
Родился в селе Великий Ольховец 22 июля (3 августа) 1803 года в семье священника Каменецкого уезда, Подольской губернии
Окончил Подольскую духовную семинарию и Киевскую духовную академию (1829) со степенью магистра. Был определён на должность бакалавра академии по кафедре польского языка с 26 сентября 1829 года. Своим знанием польского языка, вместе Чеховичем оказывал услуги и местным властям. Так, с 10 июля 1831 по 1 февраля 1835 года он занимался переводом разных следственных дел в Следственной комиссии, Высочайше учреждённой в Киеве по делу о польском мятеже. По приглашению генерал-губернатора Бибикова, с 12о ноября 1838 по 1 января 1840 года занимался переводом и разбором разных дел в секретной комиссии, учрежденной в Киеве для расследования тайных обществ. Но кафедра польского языка была временной для Подгурского, а основными были: кафедра геометрии, которую он занимал с 30 сентября 1831 по 13 октября 1859 года, а ещё кафедра латинского языка, которую он занимал с 6 октября 1848 года до конца своей службы профессором. Особенно силен он был в латинском языке, на котором мог свободно говорить и писать прозой и стихами. Он даже имел обыкновение начинать свои лекции новому курсу речью к студентам на латинском языке. Часть лекции по своей кафедре он посвящал римским древностям, с большим интересом воспроизводя черты домашнего быта римлян, их общественных учреждений и прочее. Ординарный профессор с 4 декабря 1857 года; заслуженный ординарный профессор с 13 ноября 1870 года.
Кроме обязанностей преподавателя, он исполнял и другие должности: был помощником секретаря Правления академии в 1839—1857 годах, затем секретарём (1857—1863); с 1863 года был секретарём Цензурного комитета при Академии.
С 16 марта 1845 года был статским советником; 28 сентября 1869 года был произведён в действительные статские советники. Был награждён орденами Св. Анны 3-й ст. (1858), Св. Станислава 2-й ст. с императорской короной (1863), Св. Владимира 4-й ст. (1865). 
С введением нового устава, определившего 35-летие высшим сроком службы, был вынужден, в 1870 году, оставить преподавательскую деятельность, но продолжал принимать участие в трудах Академии по изданию «Библиотеки творений св. отцов и учителей западных». В 1879 году, по случаю 50-летия его службы, был избран почётным членом Академии. Принимал также участие в переводе творений Св. Киприана Карфагенского, которыми началось издание в русском переводе творений отцов и учителей западной церкви в основанном с 1860 года журнале «Труды Киевской духовной академии» (1860 и 1861 гг.). 
Умер 7 (19) апреля 1880 года в Киеве, где имел во владении деревянный дом.
Его сын Юрий (ок. 1834 — 1872) также стал профессором Киевской духовной академии.